# Spanish Love Songs
Spanish Love Songs ist eine US-amerikanische Punk- beziehungsweise Emopunk-Band.

## Bandgeschichte
Spanish Love Songs gründeten sich 2014 in Los Angeles um Sänger Dylan Slocum. Ihr erstes Album Giant Sings the Blues erschien 2015 über Wiretap Records und Bearded Punk Records.
Mit dem zweiten Album Schmaltz (2018) gelingt der Band der Durchbruch. Das Album erschien über Uncle M Music und A-F Records in Europa und wurde von der Intro zum „Punk-Album des Jahres“ gekürt. Im Anschluss folgen Shows im Vorprogramm von Hot Water Music sowie ein Auftritt im WDR-Rockpalast. Im Jahre 2020 tritt die Band zusammen mit The Menzingers auf.
Am 7. April 2020 erschien ihr drittes Album Brave Faces Everyone über Pure Noise Records.

## Musikstil
Musikalisch handelt es sich um eine Emopunk-Band, deren Musik unter anderem an The Menzingers und Red City Radio erinnert. Alleinstellungsmerkmal sind die Keyboard-Passagen von Keyboarderin Meredith Van Woert, die oft genrefremde Elemente miteinbringen. Die Texte drücken eine gewisse Melancholie aus und handeln von Beklemmung und Selbstzweifeln.

## Diskografie

### Alben
- 2015: Giant Sings the Blues (Wiretap Records, Bearded Punk Records)
- 2018: Schmaltz (Uncle M Music, A-F Records)
- 2020: Brave Faces Everyone (Pure Noise Records)
- 2023: No Joy (Pure Noise Records)

### Singles & EPs
- 2017: Buffalo Buffalo (MCD, A-F Records)
- 2019: Little Elephant – Live Sessions (12’’, Little Elephant)
- 2019: Losers / (No) Reason To Believe (Single, Pure Noise Records)